# Ronald Graham
Ronald (Ron) Lewis Graham (n. 31 octombrie 1935, Taft⁠(d), California, SUA – d. 6 iulie 2020, La Jolla, California, SUA) a fost un matematician american.
Conform American Mathematical Society, este „unul dintre principalii arhitecți ai dezvoltării matematicii discrete în întreaga lume”.
Este cercetător principal la California Institute for Telecommunications and Information Technology.
De asemenea, deține postul de profesor de informatică la Universitatea din San Diego.
A studiat la Universitatea Berkeley din California.
În 1977 a studiat o problemă în cadrul Teoriei lui Ramsey și a dat ca soluție un număr foarte mare, care avea să devină cel mai mare număr utilizat într-o demonstrație matematică (numărul lui Graham), conform Guinness World Records.
A introdus conceptul de număr Erdős.
În 2003 primește Premiul „Steele Prize” din partea American Mathematical Society.